# Бексли (Крайстчерч)
Бексли (англ. Bexley) — пригород Крайстчерча на Южном острове Новой Зеландии, расположенный на западном берегу реки Эйвон, в её излучине, примерно в одном километре от эстуария Эйвон-Хиткот. С запада Бексли граничит с пригородом Арануи.

## Географическое положение
Бексли — один из восточных пригородов Крайстчерча. На востоке территория пригорода ограничивается руслом реки Эйвон, на севере пригород доходит до Пейджс-роуд (англ. Pages Road), на западе — до Шаттл-драйв (англ. Shuttle Drive), а на юге — до улиц Катбертс-роуд (англ. Cuthberts Road), Бризс-роуд (англ. Breezes Road) и Бридж-стрит (англ. Bridge Street).

## Общая характеристика
Бексли славится своими водно-болотными угодьями, на территории которых в последние годы ведётся благоустройство, строится жильё. В то же время на этих же территориях ведётся работа по сохранению экосистемы, открываются заказники. Вдоль реки Эйвон проложено множество аллей и пешеходных дорожек.
Бексли считается зоной с высоким риском наводнения. Река Эйвон может нести около 30 % осадков, выпадающих во время штормов, а многие районы пригорода могут испытывать угрозу наводнения во время приливов, поэтому в зданиях и сооружениях пригорода уровень первого/цокольного этажа может быть выше обычного.
Жилые дома в Бексли построены в разных архитектурных стилях, в основном эпохи 1960-х годов. С конца 1970-х годов крупные здания постепенно стали вытесняться более мелкими. Современные здания в зоне водно-болотных угодий с конца 1990-х годов в основном строятся как среднеразмерные здания в стиле бунгало.
В последние годы велись работы по соединению Анзак-драйв (англ. Anzac Drive) и Бексли-роуд (англ. Bexley Road), для того, чтобы восточная объездная Крайстчерча дошла до порта Литтелтон.

## Землетрясения
В результате землетрясения в сентябре 2010 года более 100 домов в пригороде были признаны непригодными для жилья вследствие повреждений, полученных при разжижении грунтов и затопления.
В результате февральского землетрясения пригород вновь пострадал от наводнения, вызванного разжижением грунтов. Были разрушены дороги, пострадала инфраструктура
В июне 2011 года Правительство Новой Зеландии объявило, что во многих районах Крайстчерча

существует обширная зона значительных повреждений; успех инженерных решений может быть сомнительным с точки зрения дизайна, а с учётом продолжающейся сейсмической активности, любой начатый ремонт может стать затяжным и накладным для домовладельцев.Оригинальный текст (англ.)There is significant and extensive area wide land damage; The success of engineering solutions may be uncertain in terms of design, it’s success and possible commencement, given the ongoing seismic activity; and, Any repair would be disruptive and protracted for landowners.
В результате Бексли и несколько других пострадавших районов были объявлены так называемой «красной зоной», а Правительство предложило владельцам собственности на этой территории выкуп имущества по рыночным ценам, образованным до землетрясения